# 噶禮與張伯行互參案
噶禮與張伯行互參案，於清康熙五十一年（1712年）正月發生，江蘇省鄉試，发生辛卯科场案，兩江總督噶禮考場舞弊，以白銀五十萬兩，徇私賄買舉人，江苏巡抚張伯行疏參噶禮。噶禮倒參張伯行「七大罪狀」，督、抚互参，轰动一时。
康熙帝將此案先後交由尚書張鵬翮、總漕赫壽、尚書穆和倫、張廷樞審理。最初，張鵬翮袒護噶禮，奏稱事屬全虛。當時，噶禮母親向康熙帝直言噶禮貪狀，並為張伯行伸冤，康熙帝說「其母尚恥其行，其罪不容誅矣！」最後，噶禮革職。康熙稱張伯行為「江南第一清官」。
噶禮與張伯行互參案，是康熙對於“满汉一体”的一次體驗，康熙執政晚年，吏治敗壞，康熙本人更關心的是立儲的難題。噶禮案僅是康熙朝貪污事件的冰山一角，康熙自己心裡明白“噶礼有办事之才，用心缉拿贼盗，然其操守则不可保。”但相對於噶禮參劾張伯行“性多猜忌，心更糊涂，混行翻驳，不能清理，滥收词状，拖累株连”之罪狀，也不是空穴來風。此次，張伯行勝出的目的，仅是在於宣導清官。